# Medeia (Euripides)

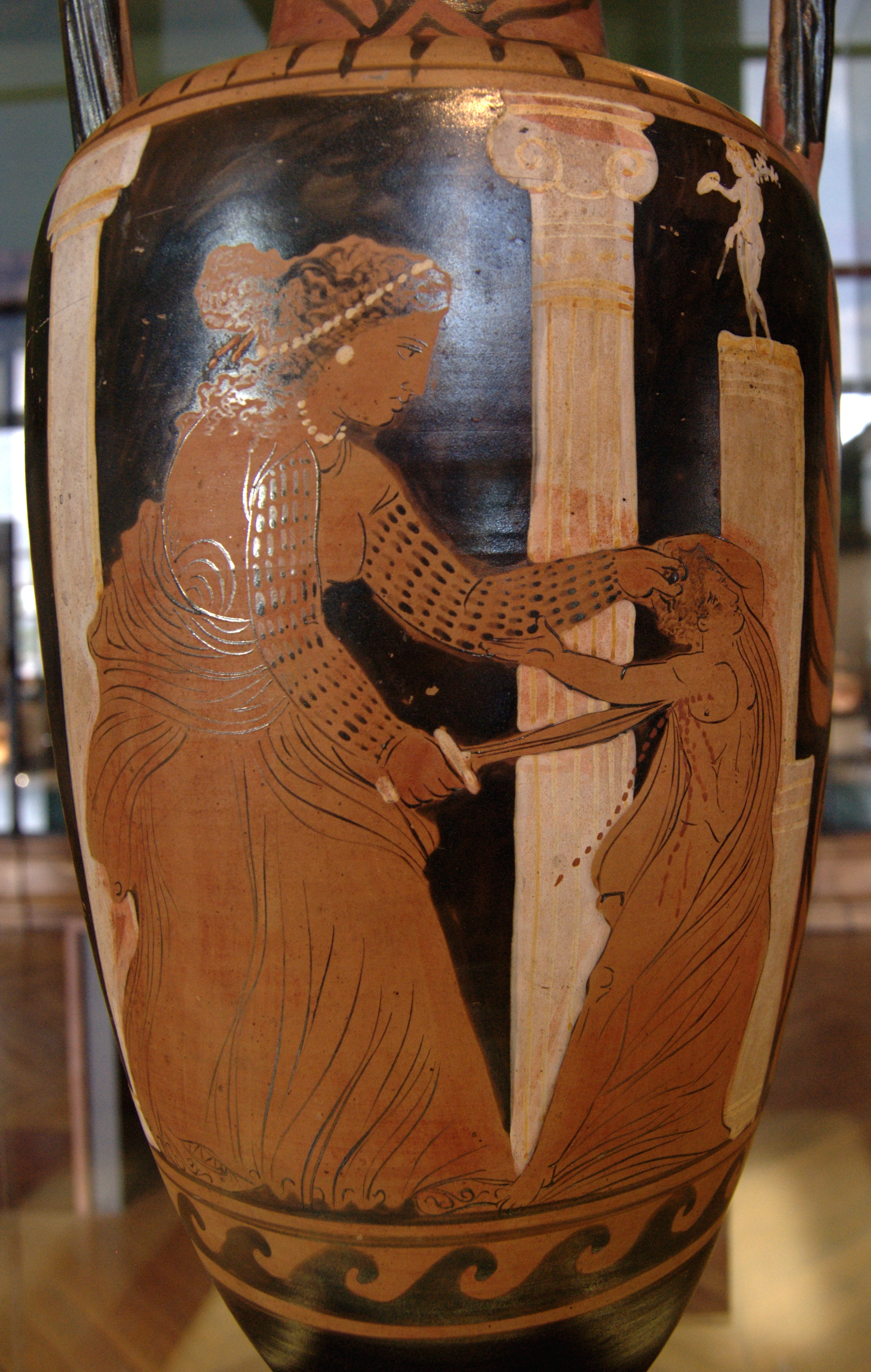
Roodfigurige vaas uit ca. 330 v.Chr., toegeschreven aan de Ixionschilder, met een voorstelling van Medeia die een van haar kinderen doodt (Louvre, K 300)

Medeia (Oudgrieks: Μήδεια, Latijn: Medea) is een tragedie van de Griekse tragediedichter Euripides. Het werk werd voor het eerst opgevoerd in 431 v.Chr. en behaalde een 3e prijs bij de Dionysia.

## Inhoud

### Dramatis personae
- Voedster van Medeia
- Pedagoog, opvoeder van Medeia's kinderen
- Medeia
- Korinthische vrouwen, koor
- Kreon, koning van Korinthe
- Iason, heros
- Aigeus, koning van Athene
- Bode
- Kinderen van Medeia

### Synopsis
De Oosterse prinses Medeia is met de held Iason gevlucht naar Iolkos in Griekenland, omdat Iason met de hulp van Medeia in Colchis het gulden vlies had bemachtigd terwijl Medeia daar prinses was. In hun vlucht vervloekt Medeia haar thuisland en vermoordt ze haar broer Absyrtus, de kroonprins, om de achtervolgers af te schudden. Daardoor kan Medeia maar één kant op, die van Iason. Ze kan nu nooit meer terugkeren naar haar thuisland. In Griekenland aangekomen weigert Iasons oom Pelias hem zijn recht op de troon – hiervoor had hij het gulden vlies gestolen – en dus vermoordt Medeia Pelias door middel van een list. Uit wroeging wijkt Iason uit naar Korinthe, waarna Iason en Medeia trouwen en twee zoontjes krijgen. Nu, vele jaren later, wil Iason haar verstoten om te hertrouwen met Kreousa, een "betere partij", namelijk de dochter van de Korinthische vorst Kreon. Iason zegt dat hij het doet voor de kinderen. Als hij trouwt met een Korinthische prinses kan hij namelijk later koning van Korinthe worden. Uit wraak over Iasons ontrouw doodt Medeia met een vergiftigd geschenk Kreousa en dier vader evenals haar eigen kinderen die ze van Iason heeft. Daarna vlucht ze naar Athene.

### Alternatieve versie
Een tweede versie van het verhaal, volgens het boek Griekse Mythen van Robert Graves, gaat als volgt (vanaf het punt waarop dit verhaal afwijkt van het verhaal hierboven):
Nadat Medeia met de hulp van twee van de drie dochters van Pelias wraak heeft genomen op Pelias, worden zij en Iason verbannen en vluchten zij naar Korinthe. Daar is de troon vrijgekomen doordat de usurpator Korinthos, de zoon van Marathon, bij zijn dood geen kinderen heeft nagelaten. Medeia eist de troon op, en de Korinthiërs accepteren Iason als hun koning. Medeia en Iason trouwen en ze krijgen zeven zonen en zeven dochters. Na tien voorspoedige en gelukkige regeringsjaren begint Iason Medeia ervan te verdenken dat zij zijn opvolging heeft veiliggesteld door Korinthos te vergiftigen. Hij besluit Medeia te verstoten en te hertrouwen met Glauke de Thebaanse (= Kreousa), de dochter van koning Kreon. Als wraak stuurt Medeia een huwelijksgeschenk - een gouden kroon en een lange witte mantel - naar Glauke. Als zij de kroon op heeft gezet en de mantel om heeft gedaan schieten er onblusbare vlammen uit omhoog, en hoewel ze meteen in de fontein van het paleis duikt, kan ze niet voorkomen dat zij, koning Kreon en alle andere aanwezige gasten worden verteerd tot as. Iason is de enige overlevende, die zijn leven redt door uit een bovenraam te springen. Nadat Zeus, die Medeia's geestkracht bewonderde, vergeefse pogingen heeft gedaan om haar te mogen beminnen, toont Hera zich dankbaar en biedt Medeia aan haar kinderen onsterfelijk te maken. Medeia stemt hiermee in en brengt ze naar de tempel van Hera op de Hoogten, waarna ze wegvlucht op een door gevleugelde slangen getrokken strijdwagen, haar geleend door haar grootvader Helios. De Korinthiërs, die razend waren over de moord op Glauke en Kreon, grijpen deze kinderen en stenigen hen. Voor deze misdaad hebben ze sindsdien altijd boete gedaan: zeven meisjes en zeven jongens moeten een heel jaar door in de tempel doorbrengen. Nadat de gestenigde kinderen begraven zijn, worden hun zielen door Hera onsterfelijk gemaakt.
Dat deze verhalen zo van elkaar verschillen komt volgens sommigen door Euripides zelf.
Citaat:
Weer anderen hebben zich laten misleiden door de toneelschrijver Euripides, die door de Korinthiërs met vijftien talenten was omgekocht om haar (Medeia) niet van schuld vrij te peiten, en stellen het voor alsof Medeia twee van haar eigen kinderen doodde, en dat de rest omkwam in het paleis dat ze in brand had gestoken, behalve Thessalos, die ontsnapte en later over Iolkos regeerde en zijn naam aan heel Thessalië gaf, en Pheres, wiens zoon Mermeros van Medeia de gave om gif te mengen erfde.

## Literaire waarde (bespreking)
Euripides vraagt ons niet medelijden te hebben met haar, maar haar te begrijpen, te begrijpen dat er zulke zaken, dat er echte Medeia's en Iasons bestaan. Hoewel de rede onze gids moet zijn, toch zijn er dingen in het heelal die niet redelijk te vatten zijn.
Euripides is de schilder van de passies en ook de eerste Griek sinds Homeros die zich interesseerde voor de (problematiek van de) vrouw. Alleen al de titels van Euripides' stukken wijzen op het belang van de vrouwelijke personages: acht stukken dragen de naam van de hoofdheldin, vier dragen de naam van het koor van vrouwen. Maar dit is misschien misleidende statistiek, aangezien van de 92 tragedies die Euripides schreef, er maar 17 bewaard zijn gebleven (McClure, 2017, p. 28).
Alle grootsheid, alle zwakheid, alle miserie, alle heldendom en alle lafheid schuilt in Euripides' personages, waarbij de man en de vrouw even belangrijk zijn en elkaar vaker ontmoeten om te botsen (Chong-Gossard, 2008) dan om te feesten. Hierdoor is Euripides de wegbereider van het psychologisch theater en de zedenkomedie, en kondigt hij de nieuwe tijden van het hellenisme aan waarin de oude patriarchale maatschappij die gebaseerd was op de polis, zich zal transformeren in een open maatschappij die gegrondvest is op veel bredere basis (Śmiechowicz, 2019). De strijd tussen roes en matigheid, tussen tovenarij en tact vertolkt de auteur in schitterende verzen met soms poëtische inslag.
Stilistisch gezien toont Euripides zich in deze tragedie als een meester van de vooruitwijzing. Elke zin uit de openingsscène verwijst naar een sinistere afloop. Medea zegt in de aanvang: "Want een vrouw mag dan een angstig wezen zijn, weerloos en zwak bij het zien van staal, maar als haar huwelijk geschonden wordt, dan is geen enkel hart moordlustiger". De voedster zegt in de aanvang: "Ik ben bang dat zij (Medea) iets ontzettends bedenkt. Gevaarlijk is ze." Het koor heft aan: "Ontzettend en ongeneeslijk, is de woede wanneer geliefden met elkaar in botsing komen."

## Karakterisering; Medea
Medea is een veelzijdig personage. Ze maakt gebruik van haar intelligentie, emoties en haar charmes om wraak te nemen of te krijgen wat ze wil. Een voorbeeld hiervan is wanneer ze een gewaad (πέπλος) en een krans (πλόκος) geeft aan Glauke als cadeau voor haar huwelijk met Jason, de ex-man van Medea die haar verliet. Ze doet zich voor als een emotioneel en vergevingsgezind persoon, terwijl ze Glauke manipuleert & haar doodt met het zogenaamde vredesgeschenk (Robertson, 2008). Omwille van haar turbulente karakter laat ze zich leiden door emoties, waardoor ze foute beslissingen maakt en alleen eindigt. Dit vindt ze echter niet eens erg, als dit zou betekenen dat Jason gestraft wordt: Λύει δ᾽ἄλγος, ἤν σὺ μὴ 'γγελᾷς (Eur. Med. 1362). 

## Thema's

### Grieks vs. Barbaars
Medea is oorspronkelijk van Colchis. Haar niet-Griekse identiteit wordt echter enkel aangehaald door Jason en door Medea zelf. Jason bestempelt haar gewelddadige gedrag als barbaars en hij alludeert naar stereotypen om zijn eigen tekortkomingen goed te praten.
“οὐκ ἔστιν ἥτις τοῦτ᾿ ἂν Ἑλληνὶς γυνὴ ἔτλη ποθ᾿, ὧν γε πρόσθεν ἠξίουν ἐγὼγῆμαι σέ, κῆδος ἐχθρὸν ὀλέθριόν τ᾿ ἐμοί,λέαιναν, οὐ γυναῖκα, τῆς Τυρσηνίδος Σκύλλης ἔχουσαν ἀγριωτέραν φύσιν” (Eur. Med. 1339-1343).
“No Greek woman would have dared to do this, yet I married you in preference to them, and a hateful and destructive match it has proved! You are a she-lion, not a woman, with a nature more savage than Scylla the Tuscan monster!” (Kovacs, 1994)
Medea gedraagt zich echter ook als een typisch Grieks mannelijke held. Sterker nog, tegen het einde van het stuk worden haar acties vooral gedreven door Griekse overtuigingen. Op die manier doet Euripides de Atheense toeschouwer reflecteren over hun eigen waarden en de negatieve gevolgen die ze kunnen hebben (Swift, 2017).

## Uitgave
- D. Kovacs, Euripides vol. I: Cyclops – Alcestis – Medea, Cambridge Mass./London 2001. ISBN 0-674-99560-0 (Grieks en Engels)
- Robertson, R. (vert.) (2008). Euripides. Medea. New York: Free Press.

## Nederlandse vertalingen
- 1811 – Medea – N.G. van Kampen
- 1813 – Medea – Jan ten Brink
- 1883 – Medeia – A. Flament
- 1949 – Medeia – Emiel De Waele
- 1977 – Medea – Pé Hawinkels
- 1979 – Medea – Johan Boonen (herzien 1989)
- 1982 – Medea – Tom Blokdijk
- 1985 – Medea – Gerard Koolschijn (herzien 2001)
- 1987 – Medea – Charles Hupperts
- 1994 – Medea – Hermann Ursel
- 2003 – Medea – Willy Courteaux en Bart Claes

## Bewerkingen
- 1969 – Medea – filmbewerking door Pier Paolo Pasolini
- 1977 – Vrouwen – Jan Decorte
- 1988 – Medea – filmbewerking door Lars von Trier
- 2001 – Mamma Medea – Tom Lanoye (voor Het Toneelhuis)
- 2002 – Bloedroof – Anouk Saleming
- 2002 – Vertel Medea vertel – Pauline Mol
- 2005 – Medea – Ed Franck
- 2011 – Lamento di Medea – Peter Verhelst (op muziek van Wim Henderickx)
- 2014 – Medea – Simon Stone (voor Toneelgroep Amsterdam)

1. ↑  Bron: Robert Graves, Griekse Mythen, Houten, De Haan, 1990